# Bangor (Wisconsin)
Bangor è un comune degli Stati Uniti, situato in Wisconsin e in particolare nella Contea di La Crosse.